# Flugunfall einer Boeing KC-97 von Boeing 1953
Der Flugunfall einer Boeing KC-97 von Boeing 1953 ereignete sich am 23. April 1953. An diesem Tag führte Boeing einen Testflug mit einem militärischen Tankflugzeug des Typs Boeing KC-97 Stratotanker durch, bevor dieses an die United States Air Force übergeben werden sollte. Bei dem Testflug ereignete sich ein schwerer Unfall, als die Maschine nach einem Triebwerksschaden abstürzte. Von elf Personen an Bord kam ein Mensch ums Leben.

## Flugzeug
Die genaue Identität der verunfallten Maschine ist nicht bekannt. Das auf dem Flug eingesetzte Flugzeug war eine fabrikneue Boeing KC-97G Stratofreighter, welche für eine Übergabe an die United States Air Force (USAF) vorgesehen war. Das viermotorige Flugzeug war mit vier Sternmotoren des Typs Pratt & Whitney R-4360-59 ausgestattet.

## Insassen
An Bord der Maschine befanden sich elf Insassen, darunter Techniker und Piloten von Boeing.

## Unfallhergang
Mit der Maschine sollte vor der Übergabe an die United States Air Force ein Testflug durchgeführt werden. Im Flug explodierte ein Triebwerk, wodurch Teile des Hecks beschädigt wurden. Als die Insassen erkannten, dass ein Absturz unmittelbar bevorstand, sprangen sie mit Fallschirmen aus der schwer beschädigten Maschine ab. Ein 24-jähriger Mechaniker von Boeing, der als nicht zugelassener Passagier an Bord war und für den kein Fallschirm zur Verfügung stand, verblieb in der Maschine. Er starb beim Absturz, der etwa 112 Kilometer südwestlich von Seattle erfolgte.